# 유럽 고속도로 761호선
유럽 고속도로 761호선(European Route E761)은 보스니아 헤르체고비나의 비하치와 세르비아의 파라친을 서로 이어주는 B클래스급 간선도로로, 총 연장은 742 km(461 마일)이다. 

## 주요 경유지
- 보스니아 헤르체고비나
  - 비하치 : 유럽 고속도로 71호선
  - 야이체 : 유럽 고속도로 661호선
  - 돈이 바쿠프(영어판) : 유럽 고속도로 661호선
  - 제니차 : 유럽 고속도로 73호선, 유럽 고속도로 661호선
  - 사라예보 : 유럽 고속도로 762호선
  - 비셰그라드 : 유럽 고속도로 762호선
- 세르비아
  - 우지체
  - 차차크 : 유럽 고속도로 763호선
  - 크랄레보
  - 크루셰바츠
  - 포야테(영어판)
  - 파라친